# New vibe man in town
New vibe man in town is het debuutalbum van vibrafonist Gary Burton als leider. Burton was klassiek geschoold en ontdekte pas drie jaar voor dit album de jazz. De “new vibe man” voert terug op de afwijkende stijl die Burton hanteerde ten opzichte van de drie "groten" destijds Milt Jackson, Lionel Hampton en Red Norvo. De opnamen vonden plaats op 6 en 7 juli 1961 in de RCA Victor geluidsstudio gebouwd in Webster Hall te New York. Muziekproducent daarbij was George Avakian, de geluidstechnicus was Ray Hall. 

## Musici
- Gary Burton – vibrafoon
- Gene Cherico – contrabas (werkte eerder met Maynard Ferguson en Charlie Mariano)
- Joe Morello – slagwerk (werkte met Dave Brubeck)

## Muziek
| Nr. | Titel                                                   | opnamendag  | Duur |
| --- | ------------------------------------------------------- | ----------- | ---- |
| 1.  | Joy spring (Clifford Brown)                             | 6 juli 1961 | 3:42 |
| 2.  | Over the rainbow (Harold Arlem, Yip Harburg)            | 6 juli 1961 | 4;24 |
| 3.  | Like someone in love (Johnny Burke, Jimmy van Heusen)   | 6 juli 1961 | 3:07 |
| 4.  | Minor blues (Arid Mardin)                               | 7 juli 1961 | 5:33 |
| 5.  | Our waltz (David Rose)                                  | 7 juli 1961 | 4:33 |
| 6.  | So many things (Marian McPartland)                      | 7 juli 1961 | 4:17 |
| 7.  | Sir John (Blue Mitchell)                                | 6 juli 1961 | 4:13 |
| 8.  | You stepped out of a dream (Nacio Herb Brown, Gus Kahn) | 7 juli 1961 | 4:30 |